# Johann La Roche
Johann La Roche (Bratislava, 1745 – Vienna, 1806) è stato un attore teatrale tedesco.
Divenne celeberrimo come interprete del personaggio di Kasperl, servo ora ingenuo e credulone ora astuto ed intrigante. Dopo la morte di La Roche la figura di Kasperl fu quasi totalmente dimenticata.

## Biografia
Avviato dalla famiglia alla professione di barbiere, conobbe Johann Joseph Brunian e la sua compagnia teatrale. Affascinato dalla recitazione si aggregò per quattro anni alla compagnia. 
Nel 1768 conobbe l'attore Johann Matthias Menninger, e insieme crearono la figura del personaggio di "Kasperl" . Dal 1781 lavorò con Karl von Marinelli al Leopoldstädter Theater di Vienna, di cui Marinelli era direttore.
Tra i testi in cui il personaggio di "Kasperl" ottenne notorietà si possono menzionare: I briganti puniti Adrassek e Jurassek (1781), Don Giovanni (1783), Kasperl rimane Kasperl (1784).
Nei decenni successivi il personaggio di "Kasperl" si trasferì al teatro delle marionette, continuando ad avere successo con i bambini.